# Атлетика на Летњим параолимпијским играма 2016 — 800 метара за жене T53
Трка на 800 метара у класи 53 за жене, била је једна од 29 дисциплина атлетског програма на Летњим параолимпијским играма 2016. у Рио де Жанеиру, Бразил. Такмичење је одржано 17. септембра на Олимпијском стадиону Жоао Авеланж.

## Земље учеснице
Учествовало је 13 такмичарки из 9 земаља.
1. Аустралија (2)
2. Бермуди (1)
3. Јапан (1)
4. Канада (1)
5. Кина (2)
6. САД (3)
7. Турска (1)
8. Уједињено Краљевство (1)
9. Швајцарска (1)

## Рекорди пре почетка такмичења
(стање 8. септембра 2016.)
| Рекорди пре почетка Параолимпијске игара 2016.      | Рекорди пре почетка Параолимпијске игара 2016. | Рекорди пре почетка Параолимпијске игара 2016. | Рекорди пре почетка Параолимпијске игара 2016. | Рекорди пре почетка Параолимпијске игара 2016. | Рекорди пре почетка Параолимпијске игара 2016. |
| --------------------------------------------------- | ---------------------------------------------- | ---------------------------------------------- | ---------------------------------------------- | ---------------------------------------------- | ---------------------------------------------- |
| Светски рекорд                                      | 1:47,48                                        | Анђела Балард                                  | Аустралија                                     | Арбон, Швајцарска                              | 4. јун 2015.                                   |
| Параолимпијски рекорд                               | 1:52,85                                        | Хунгџуан Џоу                                   | Кина                                           | Лондон, Уједињено Краљевство                   | 5. септембар 2012.                             |
| Рекорди после завршених Параолимпијских игара 2016. |                                                |                                                |                                                |                                                |                                                |
| Параолимпијски рекорд                               | 1:48,37                                        | Хунгџуан Џоу                                   | Кина                                           | Рио де Жанеиро, Бразил                         | 17. септембар 2016.                            |
| Светски рекорд                                      | 1:47,45                                        | Хунгџуан Џоу                                   | Кина                                           | Рио де Жанеиро, Бразил                         | 17. септембар 2016.                            |
| Параолимпијски рекорд                               | 1:47,45                                        | Хунгџуан Џоу                                   | Кина                                           | Рио де Жанеиро, Бразил                         | 17. септембар 2016.                            |

## Сатница
| Датум               | Време | Ниво               |
| ------------------- | ----- | ------------------ |
| 17. септембар 2016. | 10:16 | Квалификације (Г1) |
| 17. септембар 2016. | 10:24 | Квалификације (Г2) |
| 17. септембар 2016. | 17:46 | Финале             |

Сва времена су по локалном времену (UTC+3)

## Освајачи медаља
|                     |                                 |                   |
| Хунгџуан Џоу · Кина | Медисон Де Росарио · Аустралија | Ширли Рајли · САД |

## Резултати

#### Квалификације
Квалификације су одржане 17.9.2016. годину у 10:16 и 10:24. Такмичарке су биле подељене у две групе. У финале су се пласирале прве три такмичарке из сваке групе и 2 на основу резултата.,,
| Пласман | Група | Атлетичарка        | Земља                | Класа | ЛР      | ЛРС     | Резултат | Белешка        |
| ------- | ----- | ------------------ | -------------------- | ----- | ------- | ------- | -------- | -------------- |
| 1.      | 2     | Хунгџуан Џоу       | Кина                 | Т53   | 1:51,01 | 1:55,41 | 1:48,37  | КВ, ПР, РР, ЛР |
| 2.      | 2     | Анђела Балард      | Аустралија           | Т53   | 3:23,03 | 3:23,92 | 3:22,76  | КВ, ЛРС        |
| 3.      | 2     | Саманта Кингорн    | Уједињено Краљевство | Т53   | 1:52,62 | 1:52,62 | 1:48,89  | КВ, РР, ЛР     |
| 4.      | 2     | Ширли Рајли        | САД                  | Т53   | 1:48,67 | 1:52,06 | 1:49,69  | кв, РР         |
| 5.      | 2     | Хамиде Курт        | Турска               | Т53   | 1:56,06 | 1:56,06 | 1:50,33  | кв, ЛР         |
| 6.      | 1     | Челси Мекламер     | САД                  | Т53   | 1:47,52 | 1:50,62 | 1:52,96  | КВ             |
| 7.      | 1     | Лиша Хуанг         | Кина                 | Т53   | 1:51,76 |         | 1:53,76  | КВ, ЛРС        |
| 8.      | 1     | Медисон де Розарио | Аустралија           | Т53   | 1:47,55 | 1:50,70 | 1:54,14  | КВ             |
| 9.      | 1     | Кетрин Дебрунер    | Швајцарска           | Т53   | 1:05,90 | 1:53,81 | 1:55,04  |                |
| 10.     | 1     | Казуми Накајама    | Јапан                | Т53   | 1:49,38 | 1:53,78 | 1:55,89  |                |
| 11.     | 2     | Џесика Купер Луис  | Бермуди              | Т53   | 2:03,40 | 2:04,59 | 1:58,24  | ЛР             |
| 12.     | 1     | Илана Дупонт       | Канада               | Т53   | 1:58,43 | 1:58,59 | 2:01,17  |                |
| 13.     | 2     | Келси ЛеФевоур     | САД                  | Т53   | 1:54,11 | 2:11,99 | 2:09,07  | ЛРС            |

### Финале
Финале је одржано 17.9.2016. годину у 17:46.,,
| Пласман | Атлетичарка        | Земља                | Класа | Резултат | Белешка    |
| ------- | ------------------ | -------------------- | ----- | -------- | ---------- |
|         | Хунгџуан Џоу       | Кина                 | Т53   | 1:47,45  | СР, ПР, ЛР |
|         | Медисон Де Росарио | Аустралија           | Т53   | 1:47,64  | ЛРС        |
|         | Ширли Рајли        | САД                  | Т53   | 1:47,77  | РР, ЛР     |
| 4.      | Анђела Балард      | Аустралија           | Т53   | 1:47,97  | ЛРС        |
| 5.      | Челси Мекламер     | САД                  | Т53   | 1:48,32  | ЛРС        |
| 6.      | Саманта Кингорн    | Уједињено Краљевство | Т53   | 1:49,51  | ЛРС        |
| 7.      | Лиша Хуанг         | Кина                 | Т53   | 1:52,15  |            |
| 8.      | Хамиде Курт        | Турска               | Т53   | 1:52,78  |            |